# Páros műkorcsolya a 2022. évi téli olimpiai játékokon
A 2022. évi téli olimpiai játékokon a műkorcsolya páros versenyszámának rövid programját február 18-án, a szabad programot február 19-én rendezték. Az aranyérmet a kínai Sui Wenjing–Han Cong páros nyerte. A magyar Scsetyinyina Julija, Magyar Márk alkotta páros visszalépett.

## Naptár
Az időpontok helyi idő szerint (UTC+8), zárójelben magyar idő szerint (UTC+1) olvashatóak.
| Forduló        | Időpont                    |
| -------------- | -------------------------- |
| rövid program  | február 18., 18:30 (11:30) |
| szabad program | február 19., 19:00 (12:00) |

## Eredmények

### Rövid program
| Hely.                                                       | Versenyző                                  | Nemzet                                       | Össz.        | Tech.        | Prog.        | Kk.          | Átm.         | Előad.       | Kor.         | Kif.         | Lev.         | R  |
| ----------------------------------------------------------- | ------------------------------------------ | -------------------------------------------- | ------------ | ------------ | ------------ | ------------ | ------------ | ------------ | ------------ | ------------ | ------------ | -- |
| 1.                                                          | Sui Wenjing / Han Cong                     | Kína (CHN)                                   | 84,41        | 45,96        | 38,45        | 9,54         | 9,43         | 9,79         | 9,64         | 9,68         | 0,00         | 17 |
| 2.                                                          | Jevgenyija Taraszova / Vlagyimir Morozov   | Az Orosz Olimpiai Bizottság versenyzői (ROC) | 84,25        | 46,04        | 38,21        | 9,61         | 9,39         | 9,57         | 9,57         | 9,61         | 0,00         | 18 |
| 3.                                                          | Anasztaszija Misina / Alekszandr Galljamov | Az Orosz Olimpiai Bizottság versenyzői (ROC) | 82,76        | 44,95        | 37,81        | 9,25         | 9,32         | 9,57         | 9,54         | 9,57         | 0,00         | 16 |
| 4.                                                          | Alekszandra Bojkova / Dmitrij Kozlovszkij  | Az Orosz Olimpiai Bizottság versenyzői (ROC) | 78,59        | 42,17        | 36,42        | 9,04         | 8,93         | 9,18         | 9,14         | 9,25         | 0,00         | 19 |
| 5.                                                          | Peng Cheng / Jin Yang                      | Kína (CHN)                                   | 76,10        | 40,87        | 35,23        | 8,79         | 8,68         | 8,93         | 8,82         | 8,82         | 0,00         | 14 |
| 6.                                                          | Alexa Knierim / Brandon Frazier            | Egyesült Államok (USA)                       | 74,23        | 40,64        | 33,59        | 8,39         | 8,21         | 8,43         | 8,50         | 8,46         | 0,00         | 2  |
| 7.                                                          | Ashley Cain-Gribble / Timothy LeDuc        | Egyesült Államok (USA)                       | 74,13        | 39,91        | 34,22        | 8,46         | 8,39         | 8,57         | 8,64         | 8,71         | 0,00         | 13 |
| 8.                                                          | Riku Miura / Ryuichi Kihara                | Japán (JPN)                                  | 70,85        | 36,39        | 34,36        | 8,71         | 8,54         | 8,57         | 8,71         | 8,54         | 0,00         | 4  |
| 9.                                                          | Karina Safina / Luka Berulava              | Grúzia (GEO)                                 | 66,11        | 36,74        | 29,37        | 7,39         | 7,29         | 7,36         | 7,39         | 7,29         | 0,00         | 1  |
| 10.                                                         | Nicole Della Monica / Matteo Guarise       | Olaszország (ITA)                            | 63,58        | 33,16        | 31,42        | 7,93         | 7,68         | 7,75         | 8,04         | 7,89         | 1,00         | 10 |
| 11.                                                         | Laura Barquero / Marco Zandron             | Spanyolország (ESP)                          | 63,34        | 34,63        | 28,71        | 7,14         | 7,04         | 7,18         | 7,32         | 7,21         | 0,00         | 6  |
| 12.                                                         | Vanessa James / Eric Radford               | Kanada (CAN)                                 | 63,03        | 30,37        | 32,66        | 8,21         | 8,11         | 8,04         | 8,21         | 8,25         | 0,00         | 3  |
| 13.                                                         | Kirsten Moore-Towers / Michael Marinaro    | Kanada (CAN)                                 | 62,51        | 31,94        | 32,57        | 8,25         | 8,18         | 7,82         | 8,32         | 8,14         | 2,00         | 12 |
| 14.                                                         | Minerva Fabienne Hase / Nolan Seegert      | Németország (GER)                            | 62,37        | 32,45        | 30,92        | 7,79         | 7,71         | 7,57         | 7,82         | 7,75         | 1,00         | 11 |
| 15.                                                         | Hailey Kops / Evgeni Krasnopolski          | Izrael (ISR)                                 | 55,99        | 30,59        | 25,40        | 6,25         | 6,25         | 6,43         | 6,46         | 6,36         | 0,00         | 9  |
| 16.                                                         | Rebecca Ghilardi / Filippo Ambrosini       | Olaszország (ITA)                            | 55,83        | 28,38        | 29,45        | 7,39         | 7,18         | 7,32         | 7,50         | 7,43         | 2,00         | 15 |
| A 17–18. helyezettek nem jutottak tovább a szabad programba |                                            |                                              |              |              |              |              |              |              |              |              |              |    |
| 17.                                                         | Jelizaveta Žuková / Martin Bidař           | Csehország (CZE)                             | 54,64        | 29,56        | 27,08        | 6,89         | 6,75         | 6,54         | 7,00         | 6,68         | 2,00         | 8  |
| 18.                                                         | Miriam Ziegler / Severin Kiefer            | Ausztria (AUT)                               | 51,96        | 24,53        | 27,43        | 7,00         | 6,89         | 6,61         | 7,00         | 6,79         | 0,00         | 5  |
| –                                                           | Scsetyinyina Julija / Magyar Márk          | Magyarország (HUN)                           | visszalépett | visszalépett | visszalépett | visszalépett | visszalépett | visszalépett | visszalépett | visszalépett | visszalépett | 7  |

- A magyar Scsetyinyina Julija, Magyar Márk alkotta páros visszalépett, Magyar Márk pozitív Covid19-tesztje miatt.[1]

### Szabad program
| Hely. | Versenyző                                  | Nemzet                                       | Össz.  | Tech. | Prog. | Kk.  | Átm. | Előad. | Kor. | Kif. | Lev. | R  |
| ----- | ------------------------------------------ | -------------------------------------------- | ------ | ----- | ----- | ---- | ---- | ------ | ---- | ---- | ---- | -- |
| 1.    | Sui Wenjing / Han Cong                     | Kína (CHN)                                   | 155,47 | 78,61 | 76,86 | 9,71 | 9,61 | 9,50   | 9,71 | 9,50 | 0,00 | 16 |
| 2.    | Jevgenyija Taraszova / Vlagyimir Morozov   | Az Orosz Olimpiai Bizottság versenyzői (ROC) | 155,00 | 78,01 | 76,99 | 9,54 | 9,54 | 9,68   | 9,68 | 9,68 | 0,00 | 15 |
| 3.    | Anasztaszija Misina / Alekszandr Galljamov | Az Orosz Olimpiai Bizottság versenyzői (ROC) | 154,95 | 79,71 | 75,24 | 9,32 | 9,29 | 9,57   | 9,57 | 9,39 | 0,00 | 14 |
| 4.    | Alekszandra Bojkova / Dmitrij Kozlovszkij  | Az Orosz Olimpiai Bizottság versenyzői (ROC) | 141,91 | 70,75 | 71,16 | 9,00 | 8,86 | 8,79   | 8,96 | 8,86 | 0,00 | 13 |
| 5.    | Riku Miura / Ryuichi Kihara                | Japán (JPN)                                  | 141,04 | 69,95 | 71,09 | 8,96 | 8,68 | 9,04   | 8,89 | 8,86 | 0,00 | 9  |
| 6.    | Peng Cheng / Jin Yang                      | Kína (CHN)                                   | 138,74 | 69,03 | 69,71 | 8,71 | 8,54 | 8,75   | 8,75 | 8,82 | 0,00 | 12 |
| 7.    | Alexa Knierim / Brandon Frazier            | Egyesült Államok (USA)                       | 138,45 | 68,97 | 69,48 | 8,64 | 8,57 | 8,79   | 8,75 | 8,68 | 0,00 | 11 |
| 8.    | Karina Safina / Luka Berulava              | Grúzia (GEO)                                 | 126,33 | 63,88 | 62,45 | 7,82 | 7,61 | 8,00   | 7,89 | 7,71 | 0,00 | 8  |
| 9.    | Ashley Cain-Gribble / Timothy LeDuc        | Egyesült Államok (USA)                       | 123,92 | 59,74 | 66,18 | 8,29 | 8,29 | 8,00   | 8,50 | 8,29 | 2,00 | 10 |
| 10.   | Kirsten Moore-Towers / Michael Marinaro    | Kanada (CAN)                                 | 118,86 | 53,83 | 65,03 | 8,04 | 8,00 | 8,07   | 8,25 | 8,29 | 0,00 | 4  |
| 11.   | Laura Barquero / Marco Zandron             | Spanyolország (ESP)                          | 118,02 | 57,90 | 60,12 | 7,61 | 7,39 | 7,46   | 7,61 | 7,50 | 0,00 | 6  |
| 12.   | Vanessa James / Eric Radford               | Kanada (CAN)                                 | 117,96 | 53,98 | 64,98 | 8,11 | 7,96 | 8,11   | 8,29 | 8,14 | 1,00 | 5  |
| 13.   | Nicole Della Monica / Matteo Guarise       | Olaszország (ITA)                            | 116,29 | 54,05 | 62,24 | 7,86 | 7,61 | 7,75   | 7,89 | 7,79 | 0,00 | 7  |
| 14.   | Rebecca Ghilardi / Filippo Ambrosini       | Olaszország (ITA)                            | 109,60 | 54,82 | 54,78 | 6,89 | 6,64 | 6,89   | 6,96 | 6,86 | 0,00 | 1  |
| 15.   | Hailey Kops / Evgeni Krasnopolski          | Izrael (ISR)                                 | 97,83  | 47,20 | 50,63 | 6,43 | 6,11 | 6,39   | 6,46 | 6,25 | 0,00 | 2  |
| 16.   | Minerva Fabienne Hase / Nolan Seegert      | Németország (GER)                            | 87,32  | 36,67 | 51,65 | 6,89 | 6,43 | 5,93   | 6,57 | 6,46 | 1,00 | 3  |

### Összesítés
| Helyezés | Versenyző                                  | Nemzet                                       | Összesítés   | Rövid program | Hely.        | Szabad program | Hely.        |
| -------- | ------------------------------------------ | -------------------------------------------- | ------------ | ------------- | ------------ | -------------- | ------------ |
| Arany    | Sui Wenjing / Han Cong                     | Kína (CHN)                                   | 239,88       | 84,41         | 1.           | 155,47         | 1.           |
| Ezüst    | Jevgenyija Taraszova / Vlagyimir Morozov   | Az Orosz Olimpiai Bizottság versenyzői (ROC) | 239,25       | 84,25         | 2.           | 155,00         | 2.           |
| Bronz    | Anasztaszija Misina / Alekszandr Galljamov | Az Orosz Olimpiai Bizottság versenyzői (ROC) | 237,71       | 82,76         | 3.           | 154,95         | 3.           |
| 4.       | Alekszandra Bojkova / Dmitrij Kozlovszkij  | Az Orosz Olimpiai Bizottság versenyzői (ROC) | 220,50       | 78,59         | 4.           | 141,91         | 4.           |
| 5.       | Peng Cheng / Jin Yang                      | Kína (CHN)                                   | 214,84       | 76,10         | 5.           | 138,74         | 6.           |
| 6.       | Alexa Knierim / Brandon Frazier            | Egyesült Államok (USA)                       | 212,68       | 74,23         | 6.           | 138,45         | 7.           |
| 7.       | Riku Miura / Ryuichi Kihara                | Japán (JPN)                                  | 211,89       | 70,85         | 8.           | 141,04         | 5.           |
| 8.       | Ashley Cain-Gribble / Timothy LeDuc        | Egyesült Államok (USA)                       | 198,05       | 74,13         | 7.           | 123,92         | 9.           |
| 9.       | Karina Safina / Luka Berulava              | Grúzia (GEO)                                 | 192,44       | 66,11         | 9.           | 126,33         | 8.           |
| 10.      | Kirsten Moore-Towers / Michael Marinaro    | Kanada (CAN)                                 | 181,37       | 62,51         | 13.          | 118,86         | 10.          |
| 11.      | Laura Barquero / Marco Zandron             | Spanyolország (ESP)                          | 181,36       | 63,34         | 11.          | 118,02         | 11.          |
| 12.      | Vanessa James / Eric Radford               | Kanada (CAN)                                 | 180,99       | 63,03         | 12.          | 117,96         | 12.          |
| 13.      | Nicole Della Monica / Matteo Guarise       | Olaszország (ITA)                            | 179,87       | 63,58         | 10.          | 116,29         | 13.          |
| 14.      | Rebecca Ghilardi / Filippo Ambrosini       | Olaszország (ITA)                            | 165,43       | 55,83         | 16.          | 109,60         | 14.          |
| 15.      | Hailey Kops / Evgeni Krasnopolski          | Izrael (ISR)                                 | 153,82       | 55,99         | 15.          | 97,83          | 15.          |
| 16.      | Minerva Fabienne Hase / Nolan Seegert      | Németország (GER)                            | 149,69       | 62,37         | 14.          | 87,32          | 16.          |
| 17.      | Jelizaveta Žuková / Martin Bidař           | Csehország (CZE)                             |              | 54,64         | 17.          |                |              |
| 18.      | Miriam Ziegler / Severin Kiefer            | Ausztria (AUT)                               |              | 51,96         | 18.          |                |              |
| –        | Scsetyinyina Julija / Magyar Márk          | Magyarország (HUN)                           | visszalépett | visszalépett  | visszalépett | visszalépett   | visszalépett |